# Идеальный дворец (Франция)
Идеальный дворец (фр. Palais idéal) — крупное сооружение, построенное почтальоном по имени Фердинанд Шеваль в период с 1879 по 1912 год. Находится в коммуне Отрив, в департаменте Дром, в регионе Овернь — Рона — Альпы, Франция. Считается шедевром наивной архитектуры и наивного искусства. В 1969 году дворец внесён в список исторических памятников Франции.
Во время голосования, организованного летом 2020 года продюсерами программы Le Monument Favorite des Français в эфире канала France Télévisions, Идеальный дворец занял второе место в списке из четырнадцати памятников. Обстоятельства возведения дворца воспроизведены во французских художественных фильмах.
Нередко встречается версия названия Идеальный дворец почтальона Шеваля.

## Создатель

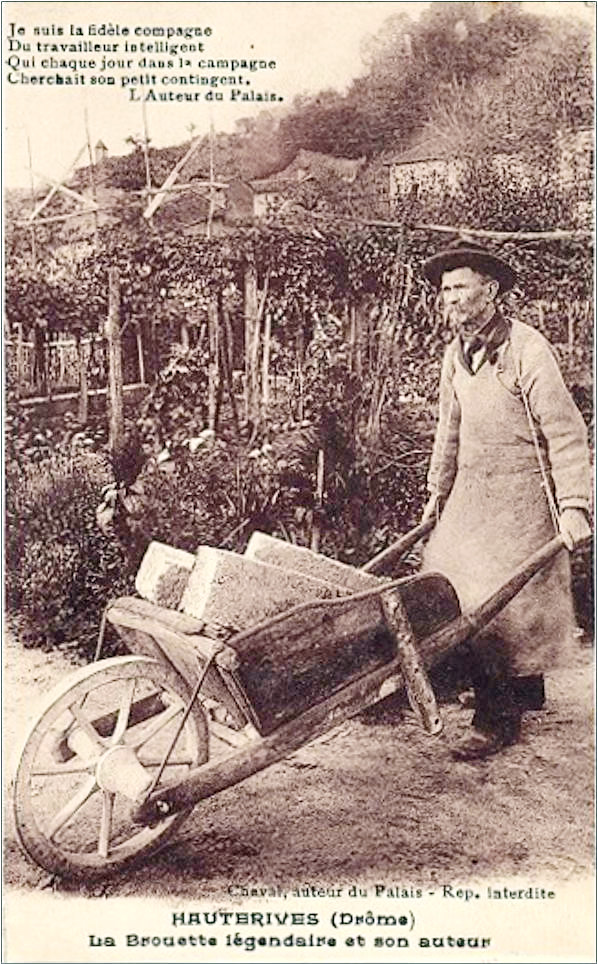
Фердинанд Шеваль за работой

Фердинанд Шеваль выступал и дизайнером, и архитектором, и строителем этого дворца. Он служил сотрудником почтовой администрации коммуны Отрив. В тот период, когда Шеваль строил дворец, во Франции резко вырос интерес к путешествиям. Граждане с 1873 года стали активно пересылать друг другу почтовые открытки с видами различных красивых сооружений. Шеваль, разумеется, видел эти изображения. Открытки служили важным источником его творческого вдохновения.
Почтальон завершил строительство Идеального дворца в 1912 году. В это время ему было уже 76 лет. В похожих мотивах он также построил для себя гробницу на кладбище коммуны Отрив. Шеваль назвал её Усыпальница тишины и бесконечного покоя. Рядом с дворцом он также построил виллу Алисия.

## История

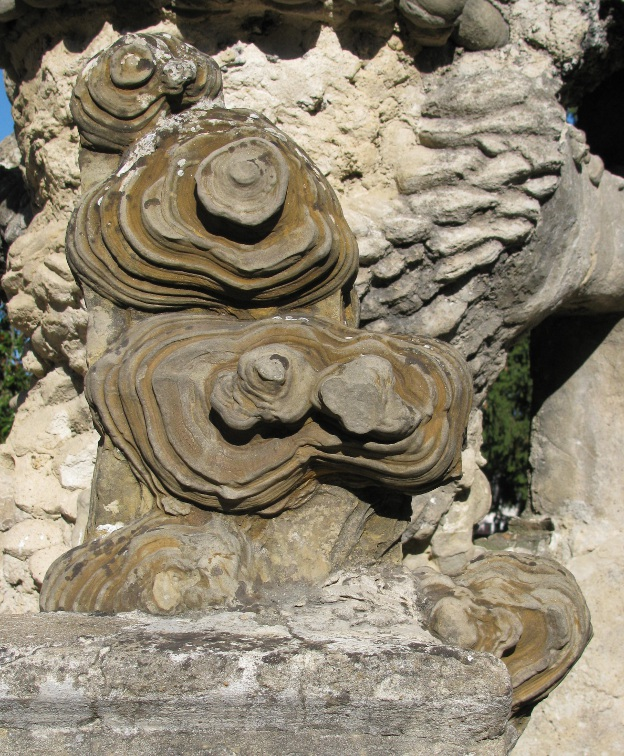
Камень преткновения (фрагмент западного фасада)

### XIX век
По собственным воспоминаниям Шеваля, во время одного из своих обходов в апреле 1879 года он споткнулся о камень и чуть не упал на дорогу. Его привлекла необычная форма камня. Фердинанд поднял его и решил взять с собой. Он назвал находку «камень преткновения».
На следующий день, возвращаясь тем же маршрутом, Шеваль заметил ещё несколько камней удивительной формы. Они показались ему удивительно красивыми. Затем почтальон подумал, что, поскольку природа способна «делать скульптуры», то и он вполне мог бы самостоятельно стать архитектором, руководителем проекта и рабочим на строительстве «Идеального дворца».
В течение последующих тридцати трёх лет Фердинанд Шеваль практически ежедневно подбирал необычные камни во время своих обходов. Сначала он таскал их в карманах, а затем начал носить корзину или приезжать за крупными находками с тачкой. Возвращаясь домой, Шеваль проводил долгие вечерние часы как рабочий-строитель. В числе прочего он работал и по ночам при свете керосиновой лампы. Долгое время местные жители считали его чудаком или даже сумасшедшим.

### XX век
В начале 1930-х работа получила положительные отзывы нескольких известных художников. В частности, Идеальный дворец хвалили Пабло Пикассо и Андре Бретон. А художник Макс Эрнст, который находился в этих местах во время немецкой оккупации, был так очарован сооружением, что посвятил ему одну из своих картин.

### XXI век
После завершения Второй мировой войны Идеальный дворец стал одной из ярких достопримечательностей региона Овернь — Рона — Альпы. Тысячи людей специально приезжали в Отрив, чтобы полюбоваться шедеврами, построенными Шевалем.
По данным Le Dauphiné Libéré, в 2013 году дворец посетили около 150 000 человек. А по данным газеты Le Progrès, директор объекта Фредерик Легро сообщил, что в 2019 году число туристов возросло до 180 000 человек.

## Описание
Дворец расположен недалеко от центра города Отрив. Дворец является одновременно и гимном природе, и очень личным сочетанием различных архитектурных стилей. На его облик повлияли как сюжеты из Библии (пещеры Сент-Амеде и Дева Мария, Голгофа, евангелисты и пр.), так и мотивы индуистской, и древнеегипетской мифологии.
Это сооружение полностью построено одним человеком. Здание имеет высоту 12 метров и длину 26 метров. Основной строительный материал — камни, которые Шеваль собирал на дорогах. Различные части крепились друг к другу с помощью извести, раствора, цемента и металлической арматуры.

### Восточный фасад
Фердинанд Шеваль потратил первые двадцать лет на строительство восточного фасада сооружения, которое он собирательно называл Храмом Природы. Название «Идеальный дворец» появилось только после встречи Шеваля с путешественником Эмилем Ру Парассаком в 1904 году.
По фасаду можно хорошо проследить интуитивную эволюцию создателя. С каждым новым фрагментом он творил всё разнообразнее. Сначала Шеваль опирался на красоту растений. В декоративной отделке хорошо видна буйная растительность, раскинувшаяся вокруг входов в пещеры, и альковы. Шеваль рассказывал, что в этот период на него сильно влияло искусство художника и оккультиста Огюстена Лесажа. Помимо возведения стен, почтальон выкопал бассейн и создал около него настоящий водопад, который назвал «Источник жизни» (1879—1881). Продолжая двигаться на север и забираясь всё выше, Шеваль вскоре создал ещё один водопад, который назвал «Источник Мудрости» (1881—1884). Затем появился храм с симметричным фасадом и четырьмя выпуклыми колоннами — Египетский монумент (1884—1891). С 1891 года, словно желая установить симметрию размеров с северной частью, Шеваль начал строить южную часть комплекса. Неожиданным следствием для восточного фасада стало появление Индуистского храма (1891—1895). Его украсили декоративные элементы с изображениями экзотической фауны и флоры. А затем были созданы фигуры Гигантов (1895—1899). Это Гай Юлий Цезарь, Верцингеторикс и Архимед.

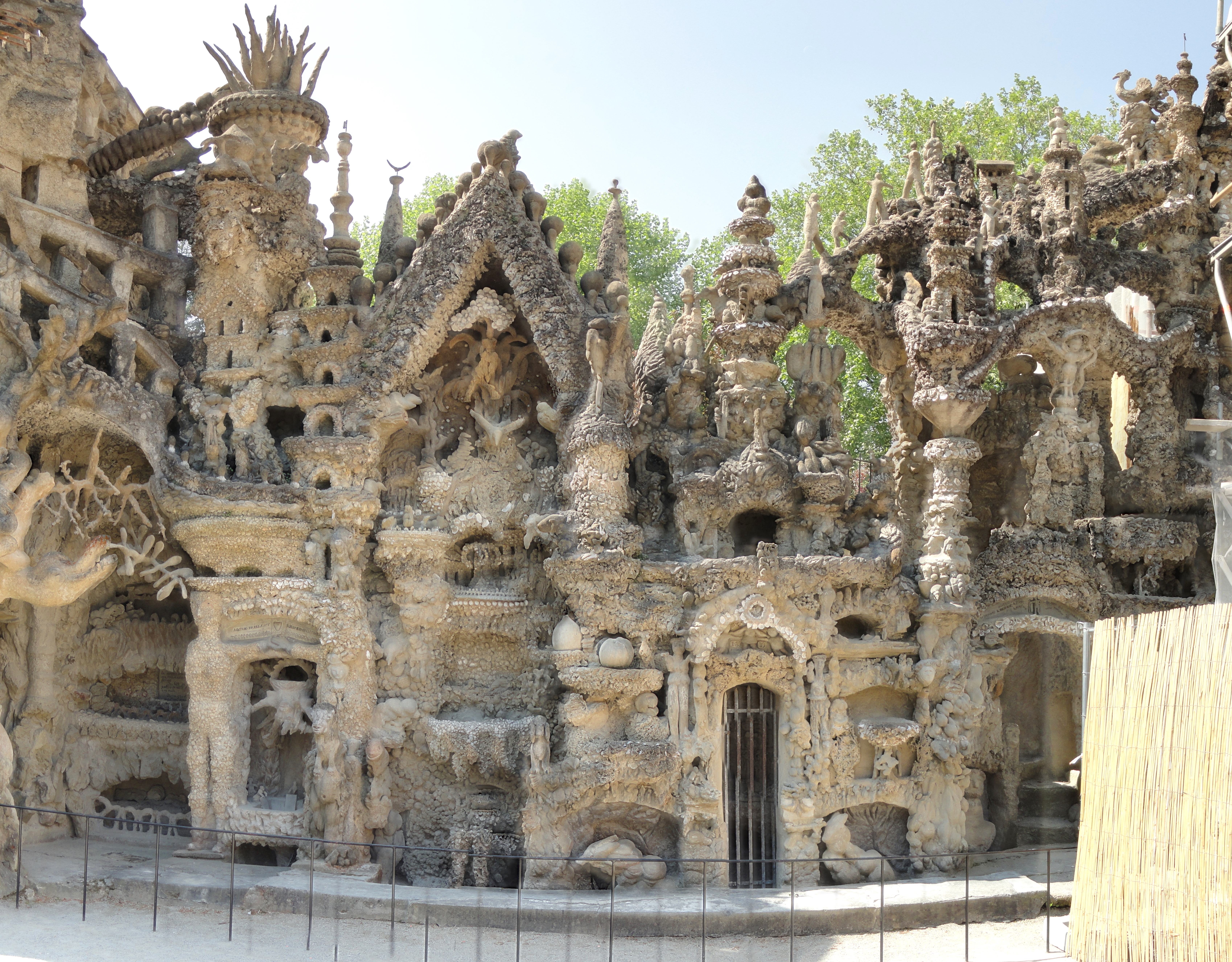
Общий вид восточного фасада
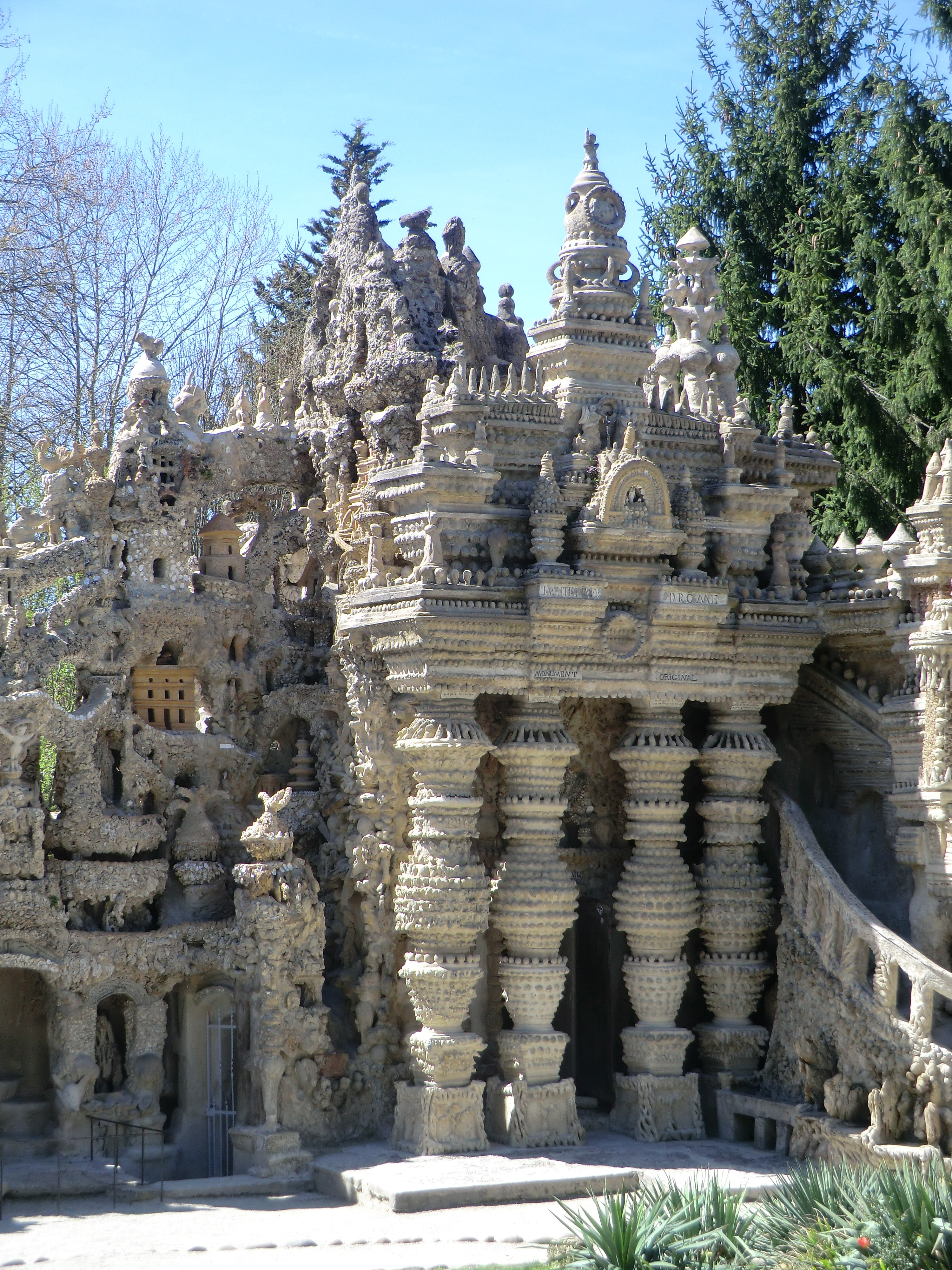
Фрагмент фасада
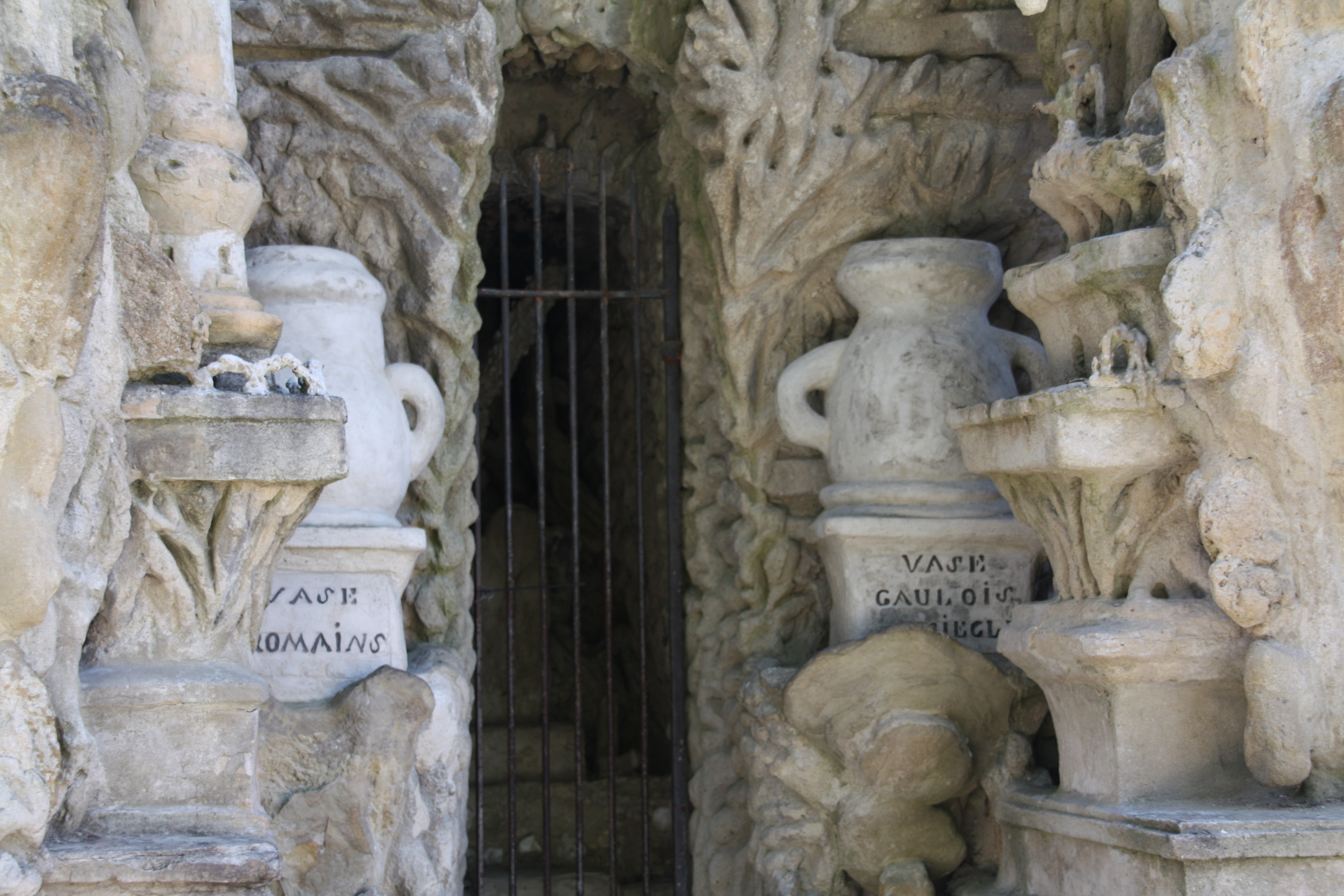
Галльская и римская вазы
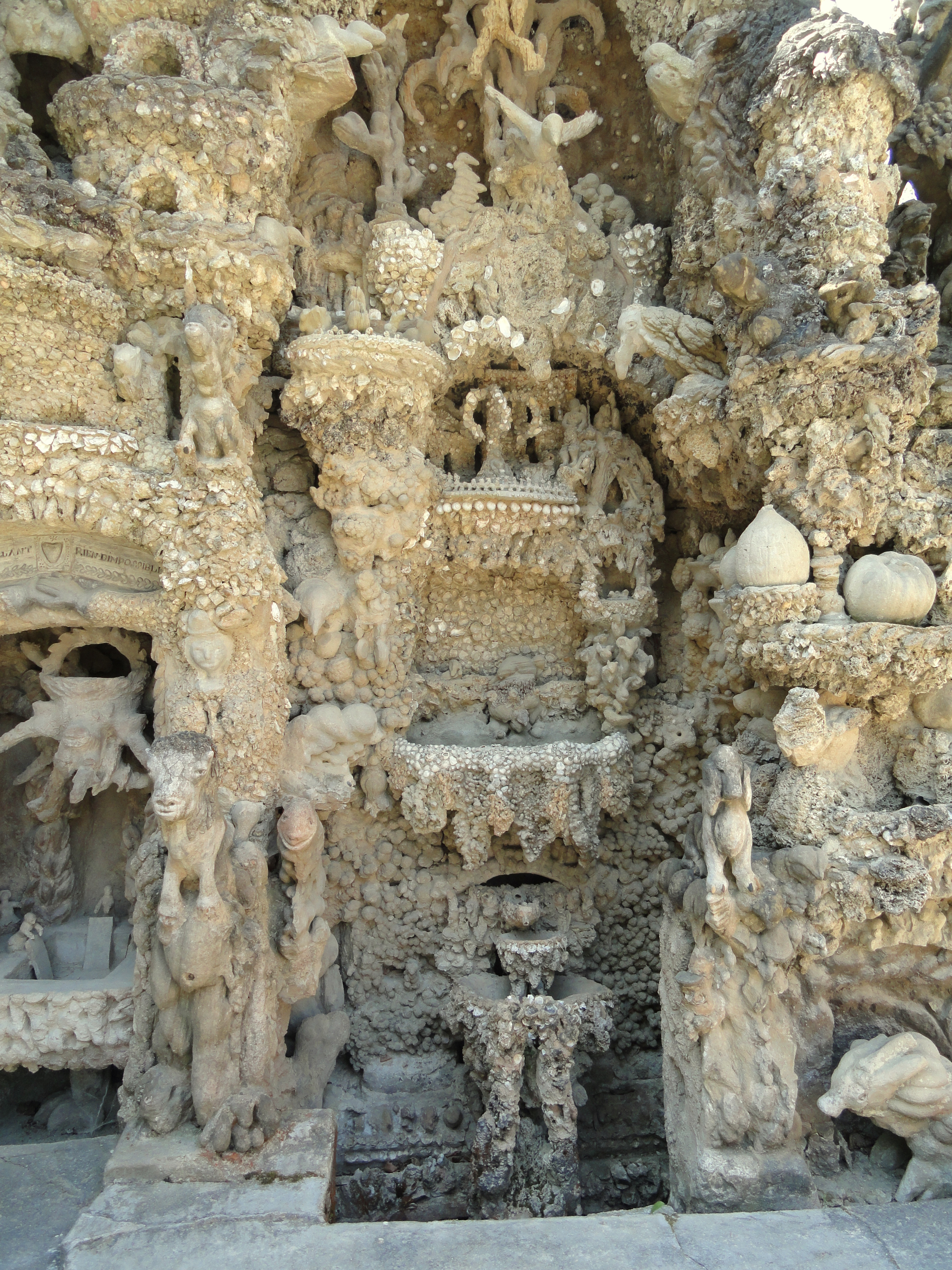
Водопад «Источник жизни»
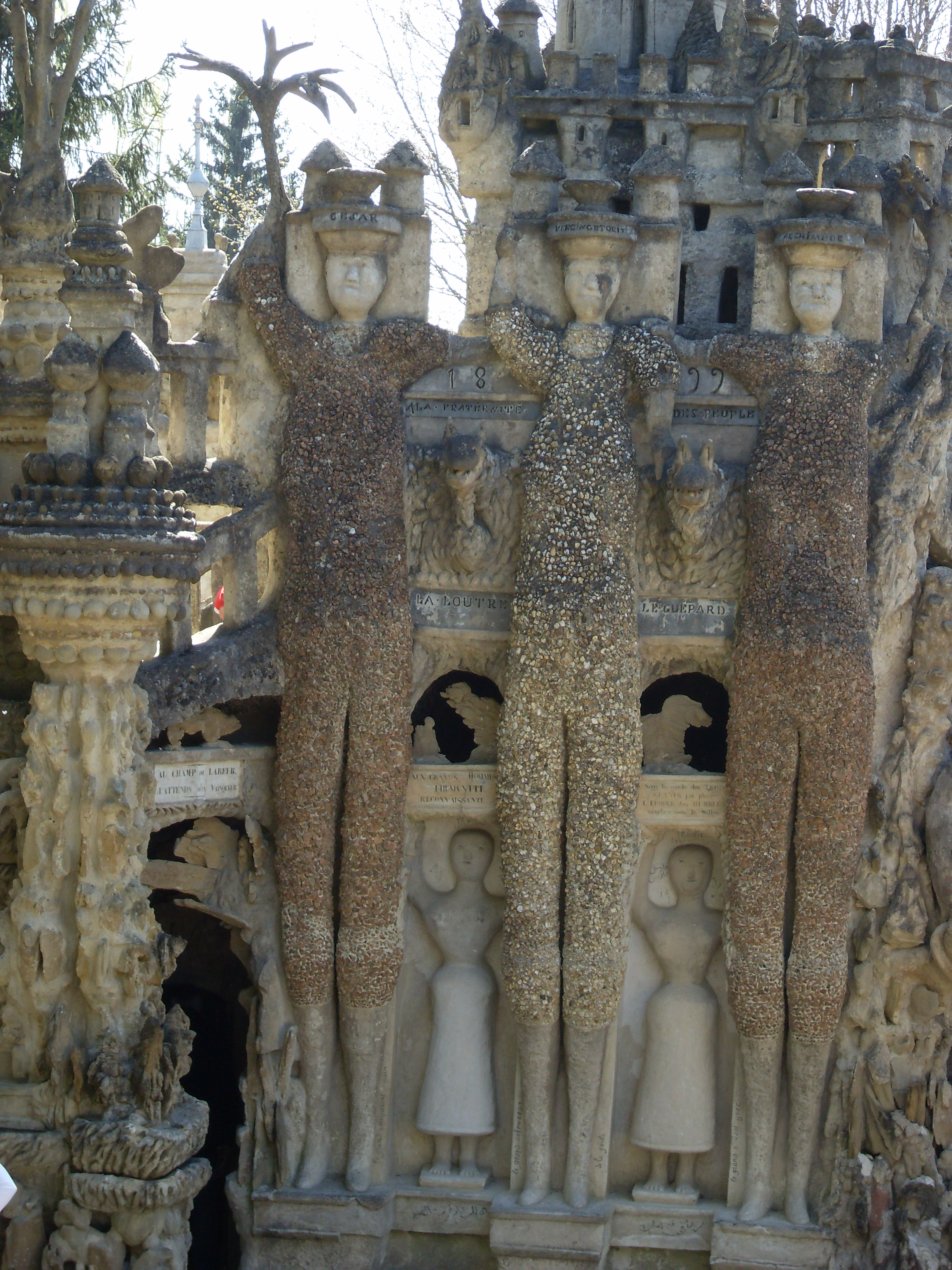
Композиция «Три гиганта»

### Западный фасад
Западный фасад выглядит гораздо более строго. Он ограничен в своих формах. Фасад украшен миниатюрными архитектурными сооружениями, которые отсылают к архитектурным объектам со всего мира: мечеть, индуистский храм, швейцарское шале, колониальный особняк в Алжире, средневековый замок. Также здесь имеется галерея длиной двадцать метров. Она ведёт в глубину дворца и украшена скульптурами. Выше находится терраса длиной 23 метра (почти во всю длину дворца), на которую можно подняться по лестнице.

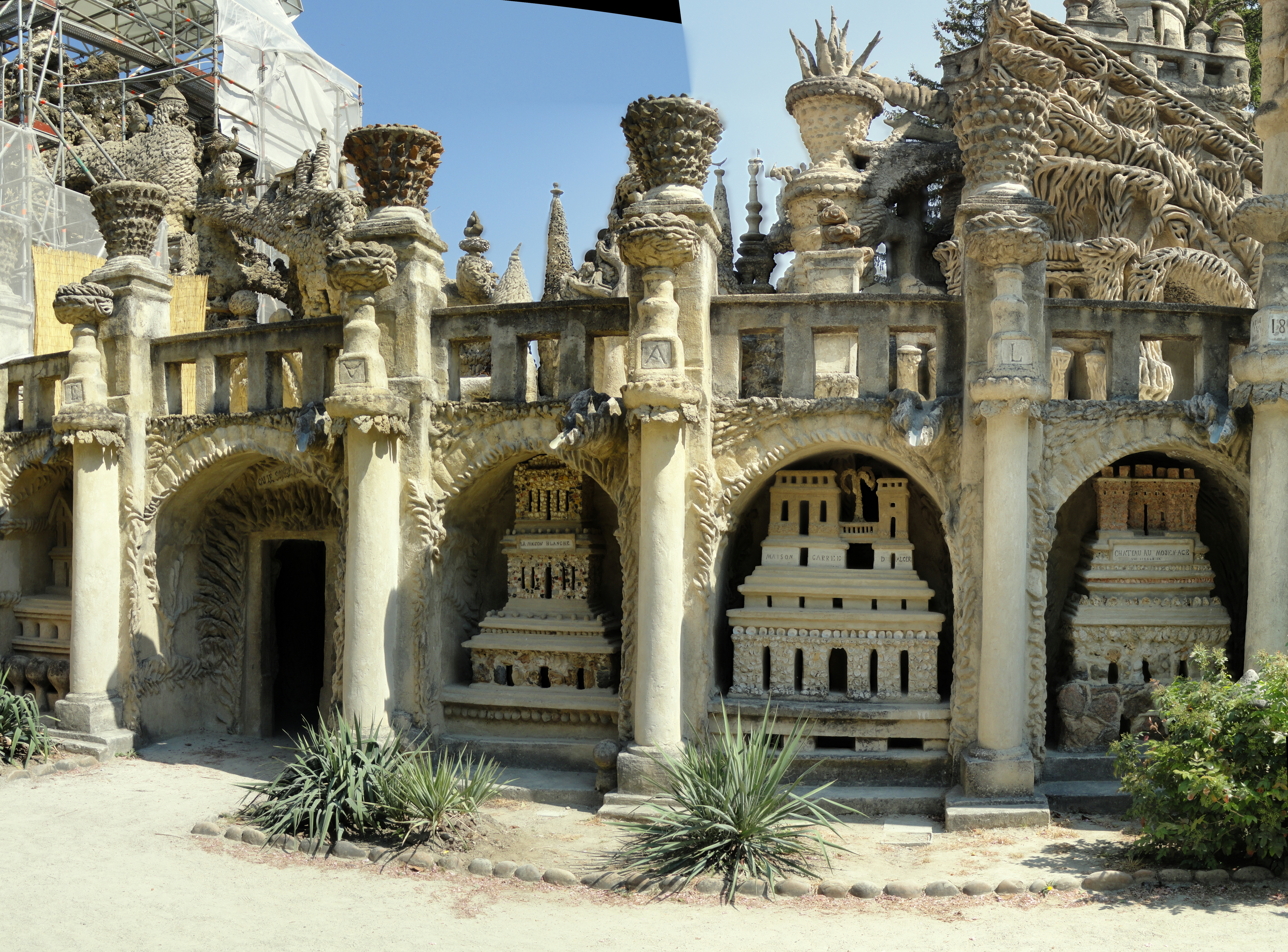
Общий вид западного фасада
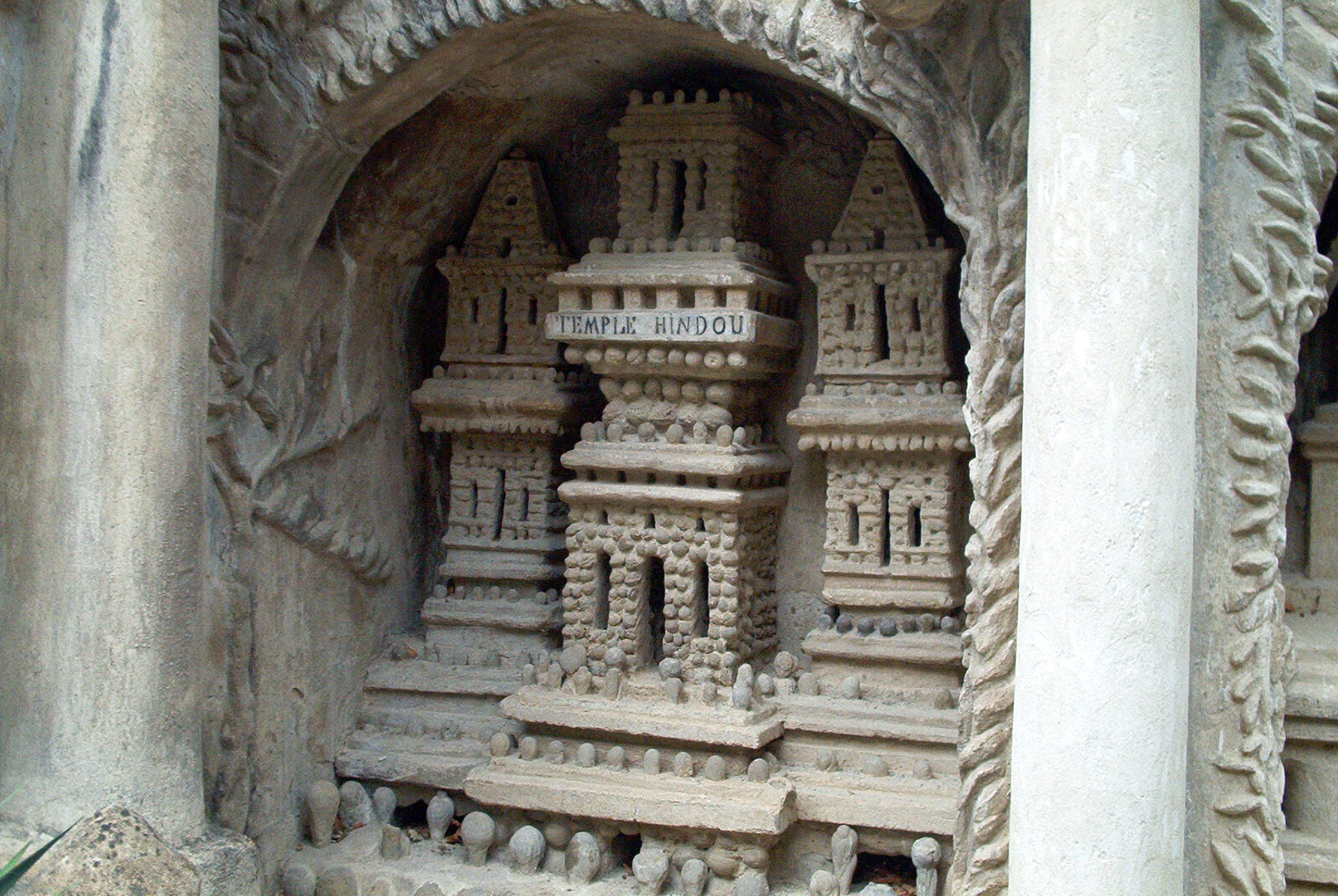
Индуистский храм
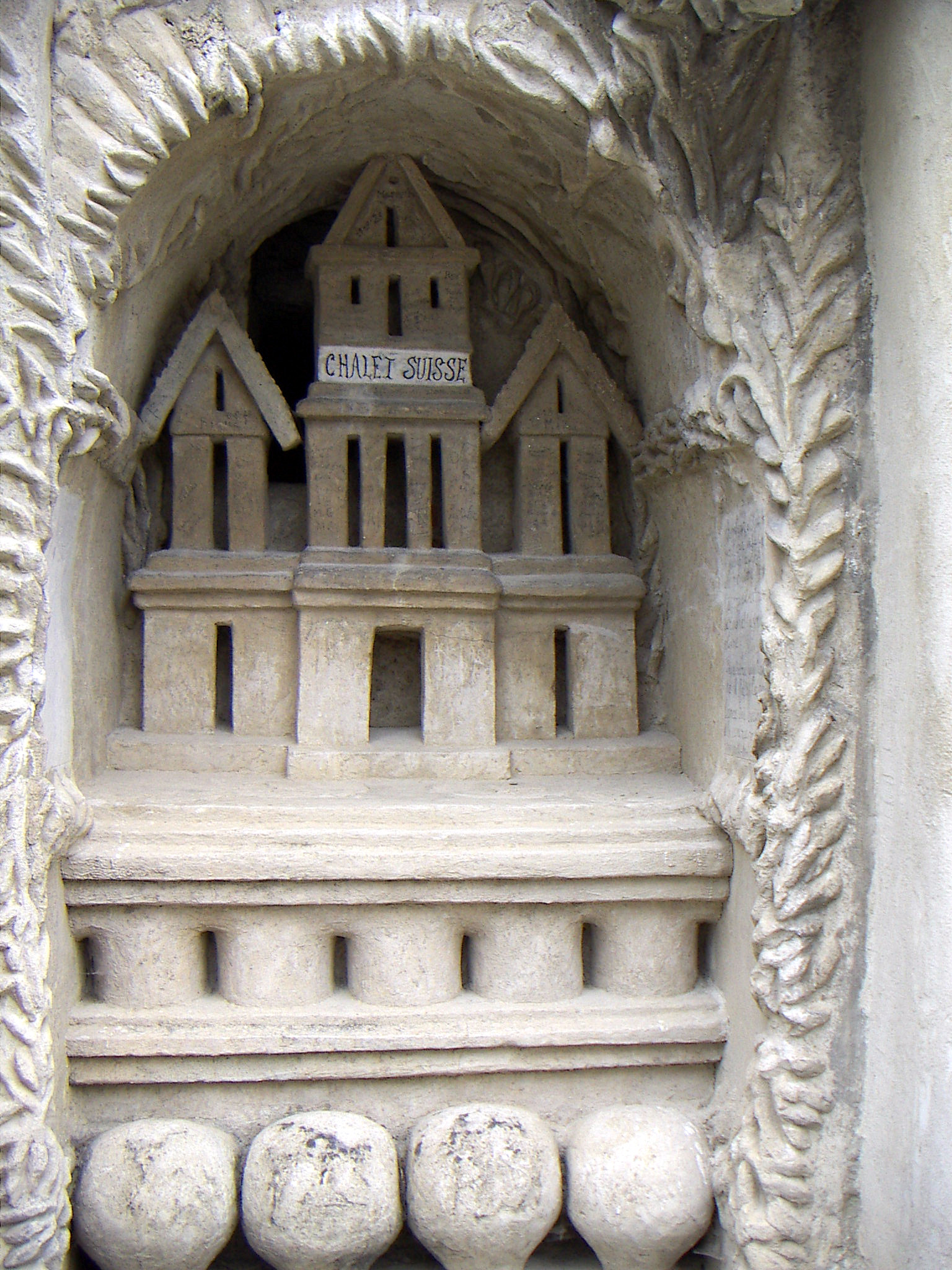
Швейцарское шале
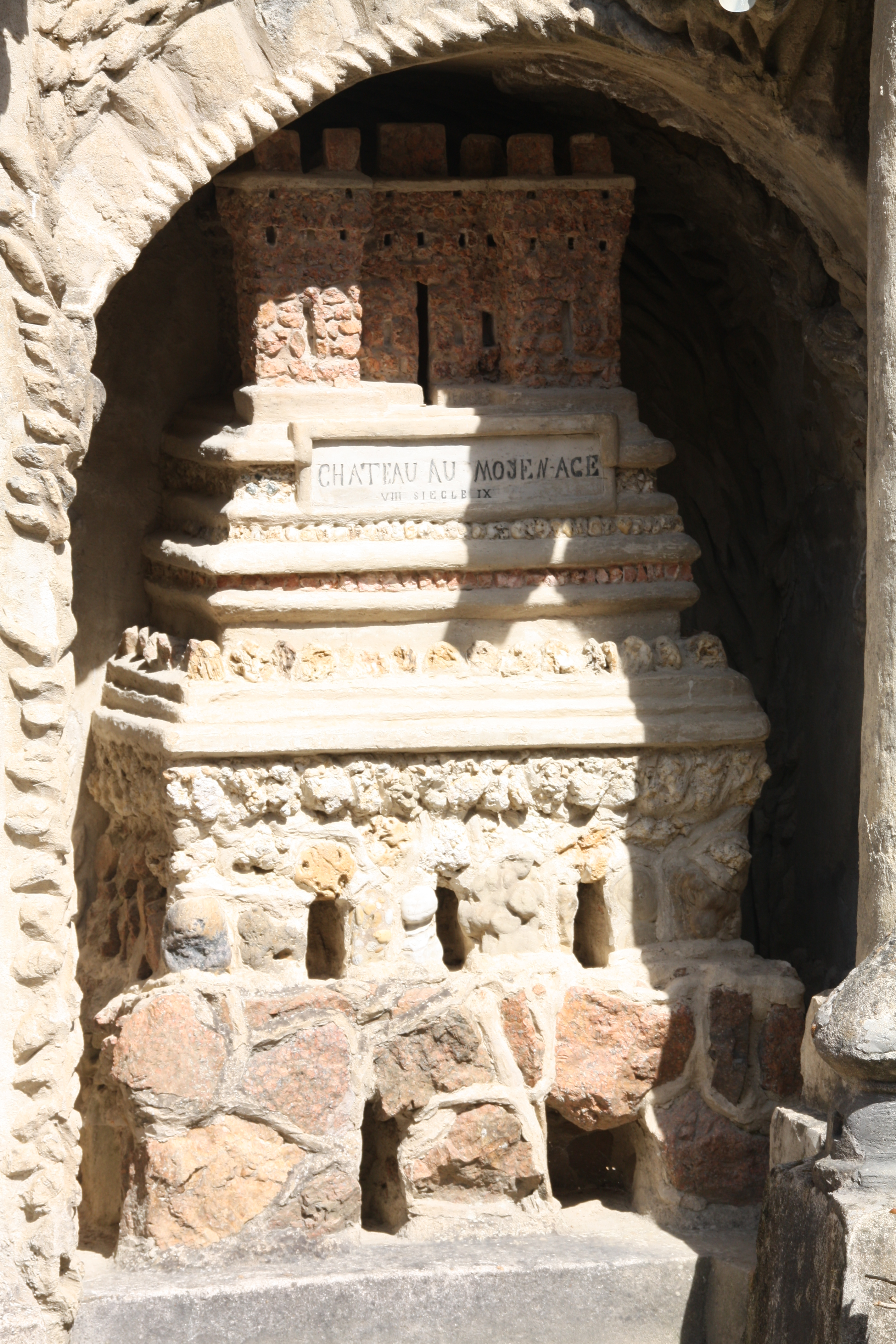
Средневековый замок
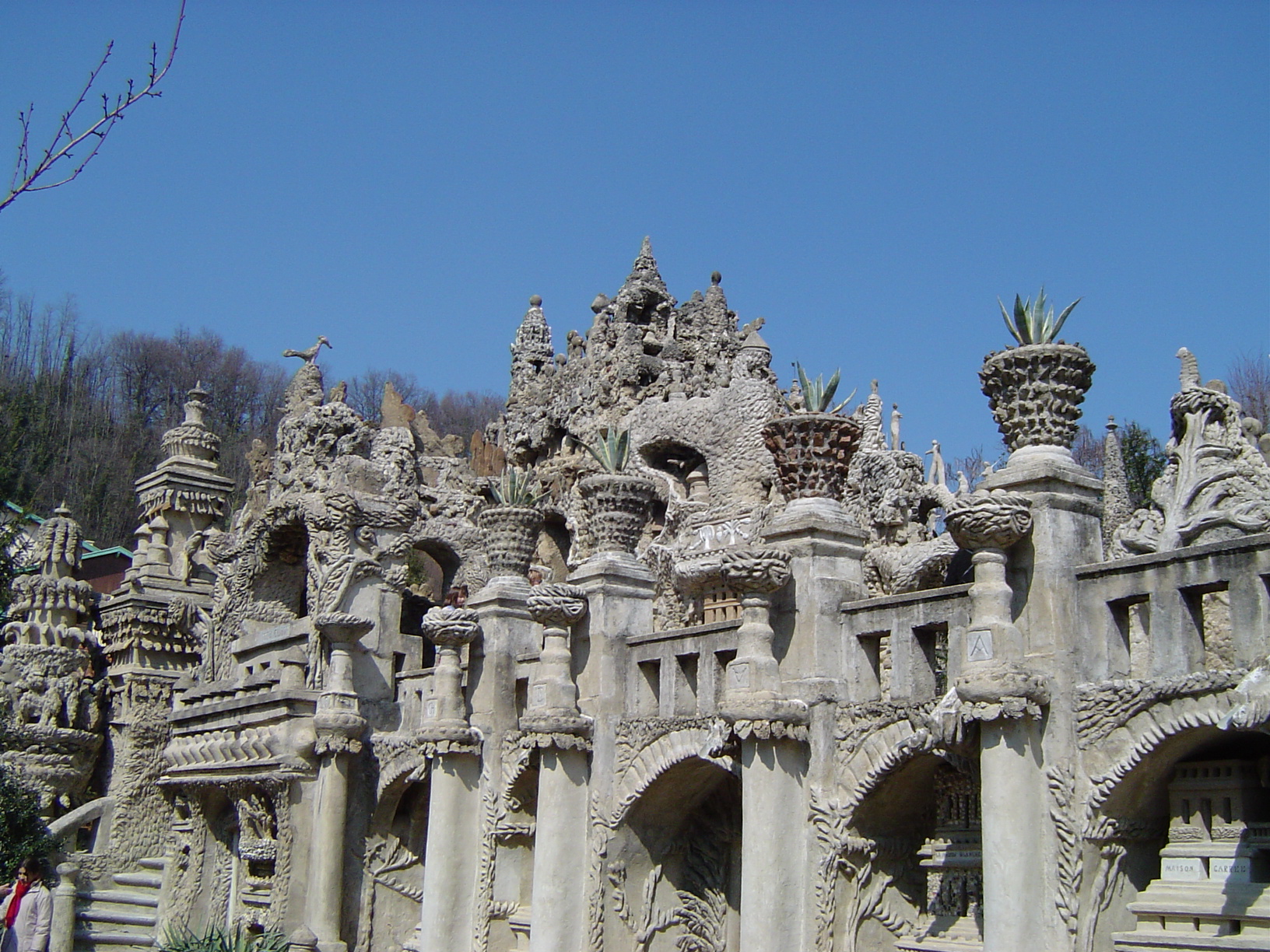
Вид верхней части фасада

### Северный и южный фасады
На северный фасад выходят стены Храма Природы, входы в гроты, а также здесь имеются скульптуры всевозможных животных (олени, пеликаны, крокодилы и пр.).

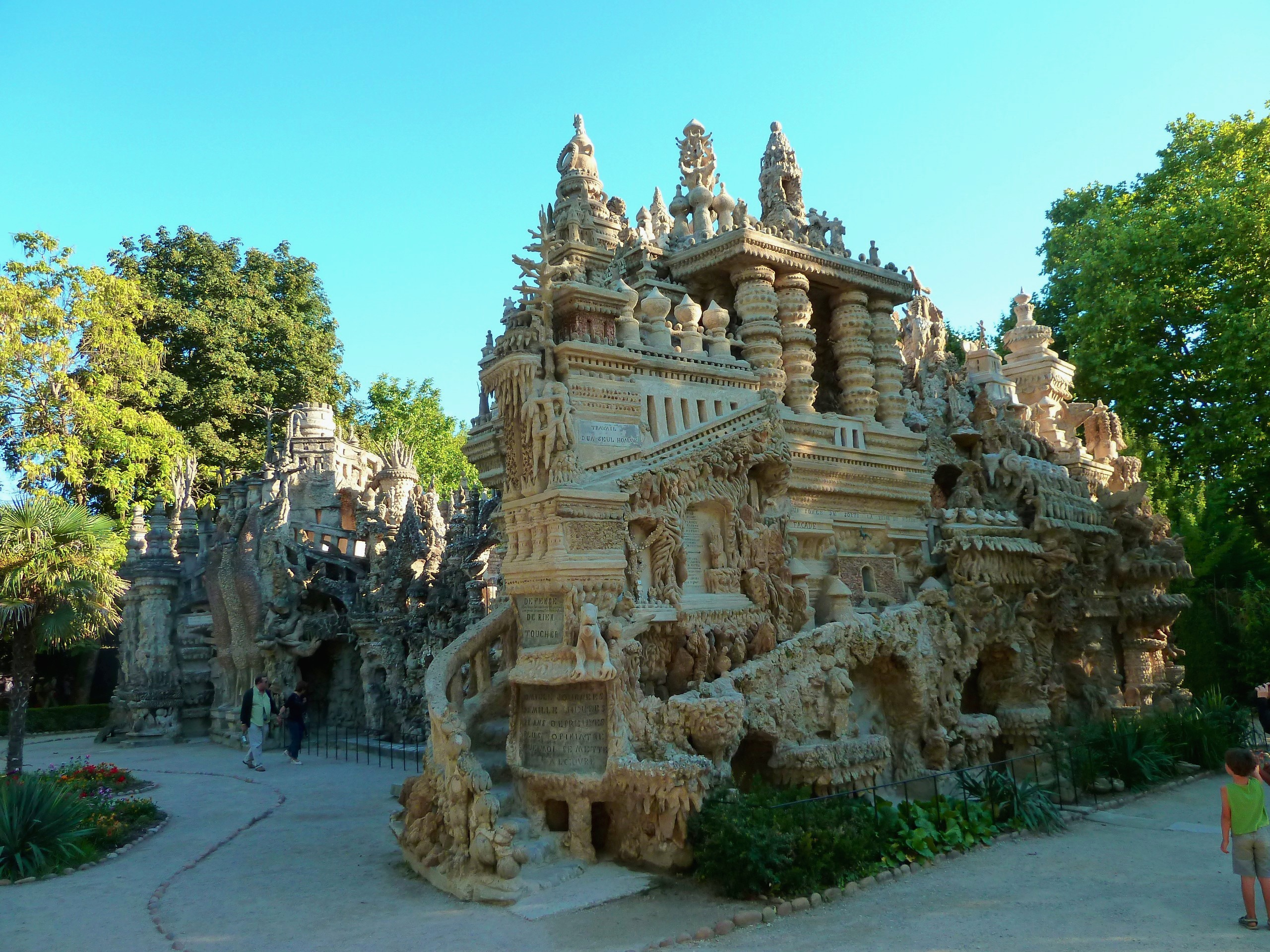
Общий вид северного фасада
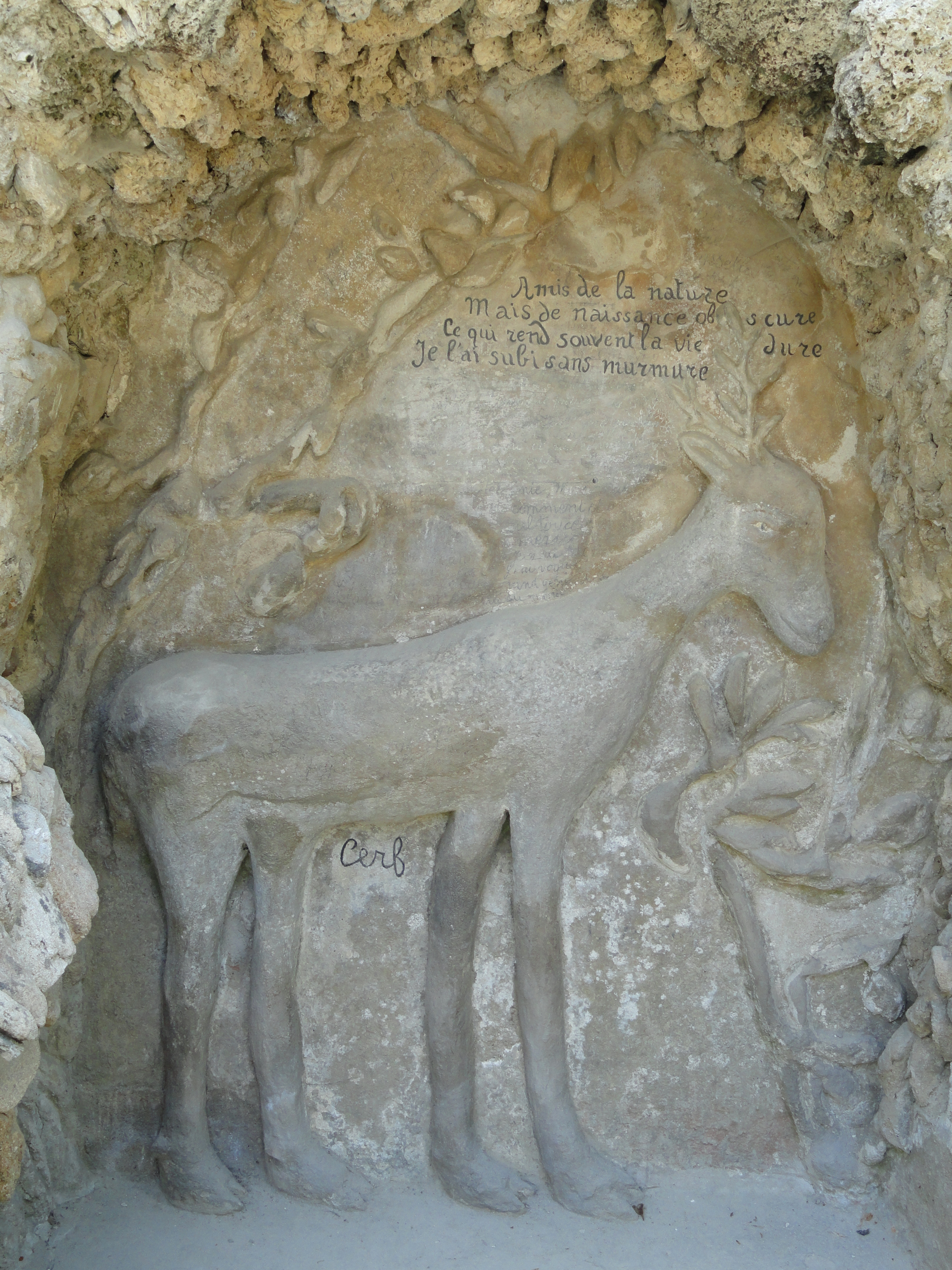
Изображение оленя
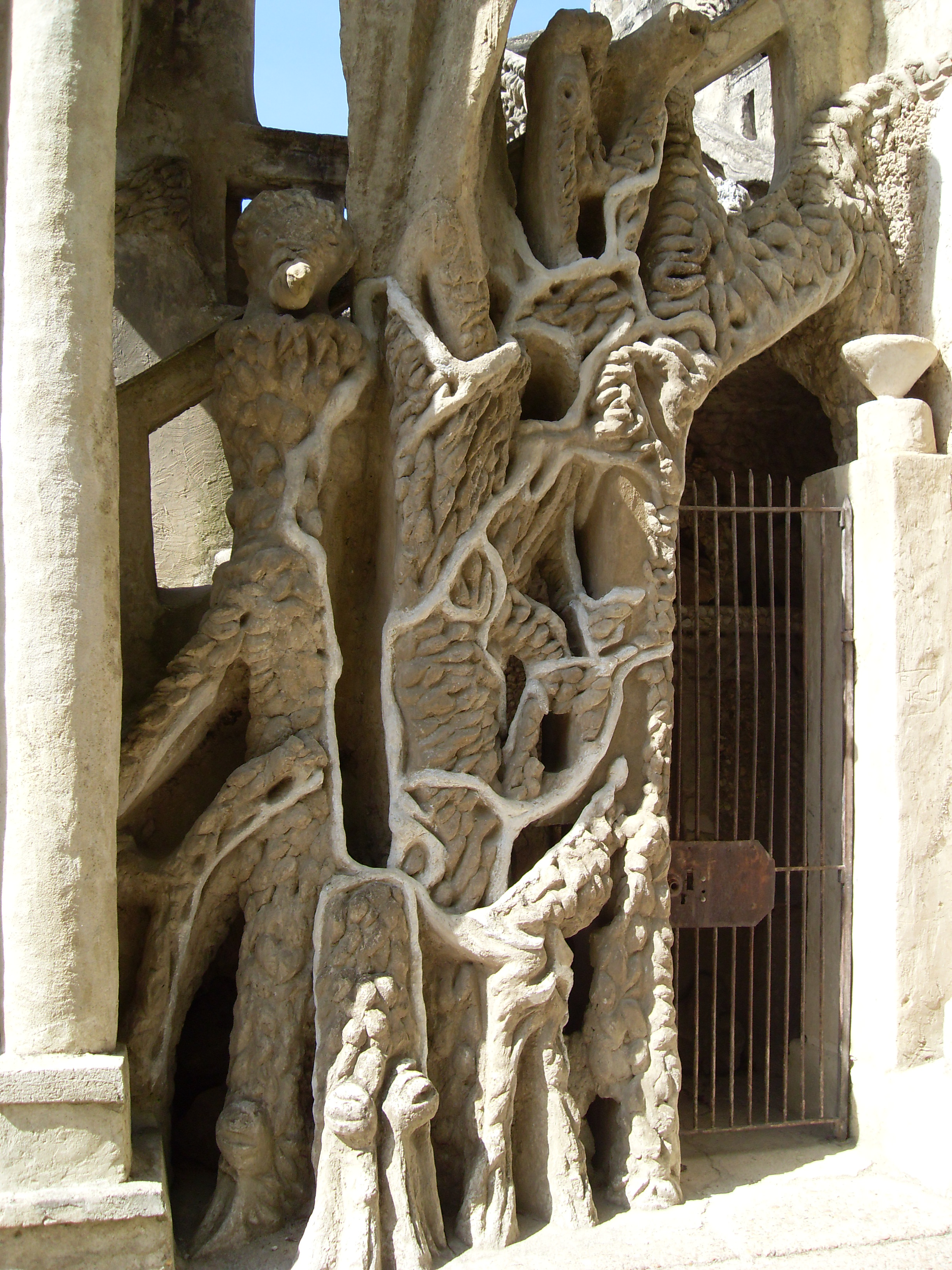
Фрагмент фасада
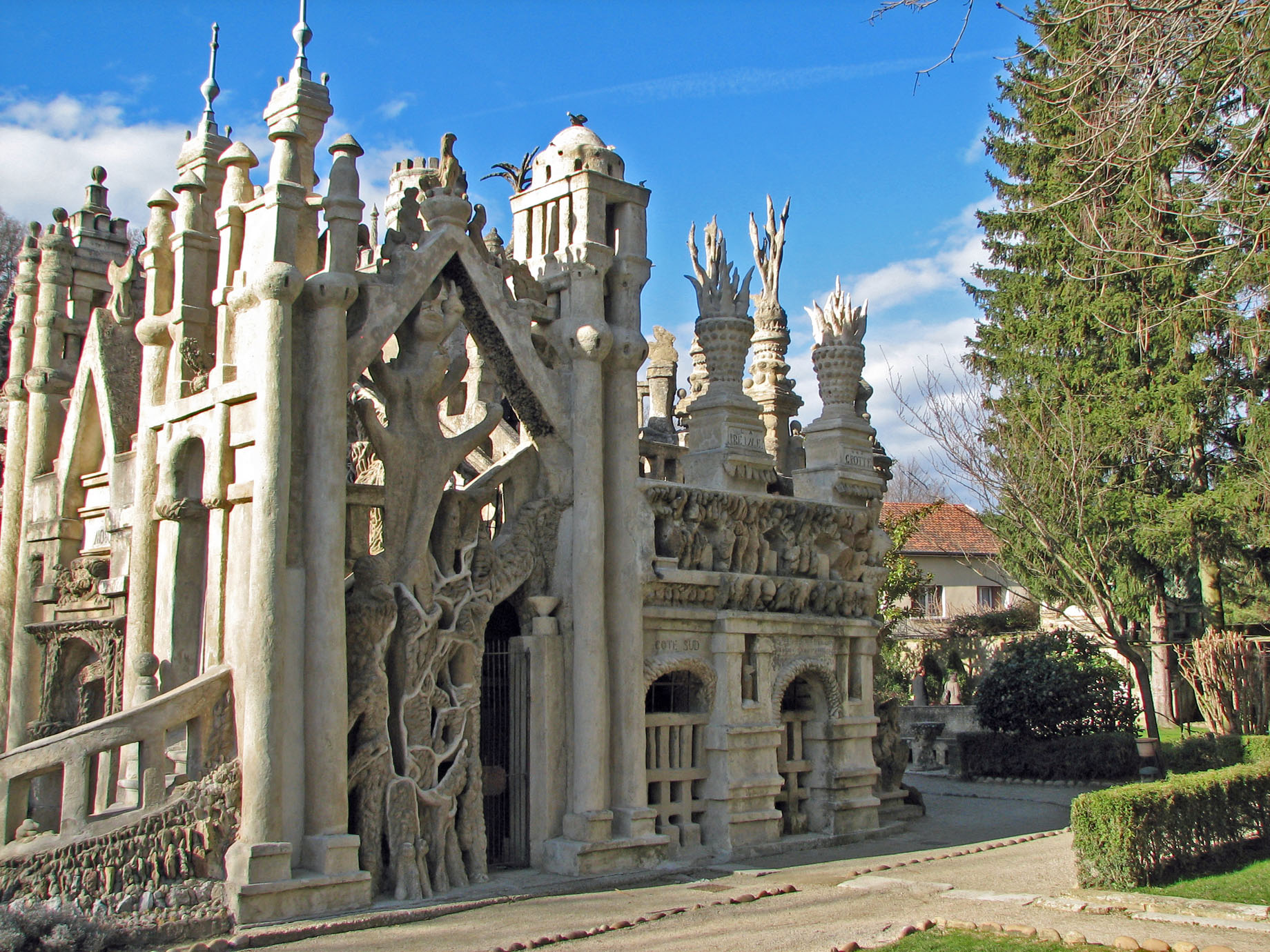
Общий вид южного фасада
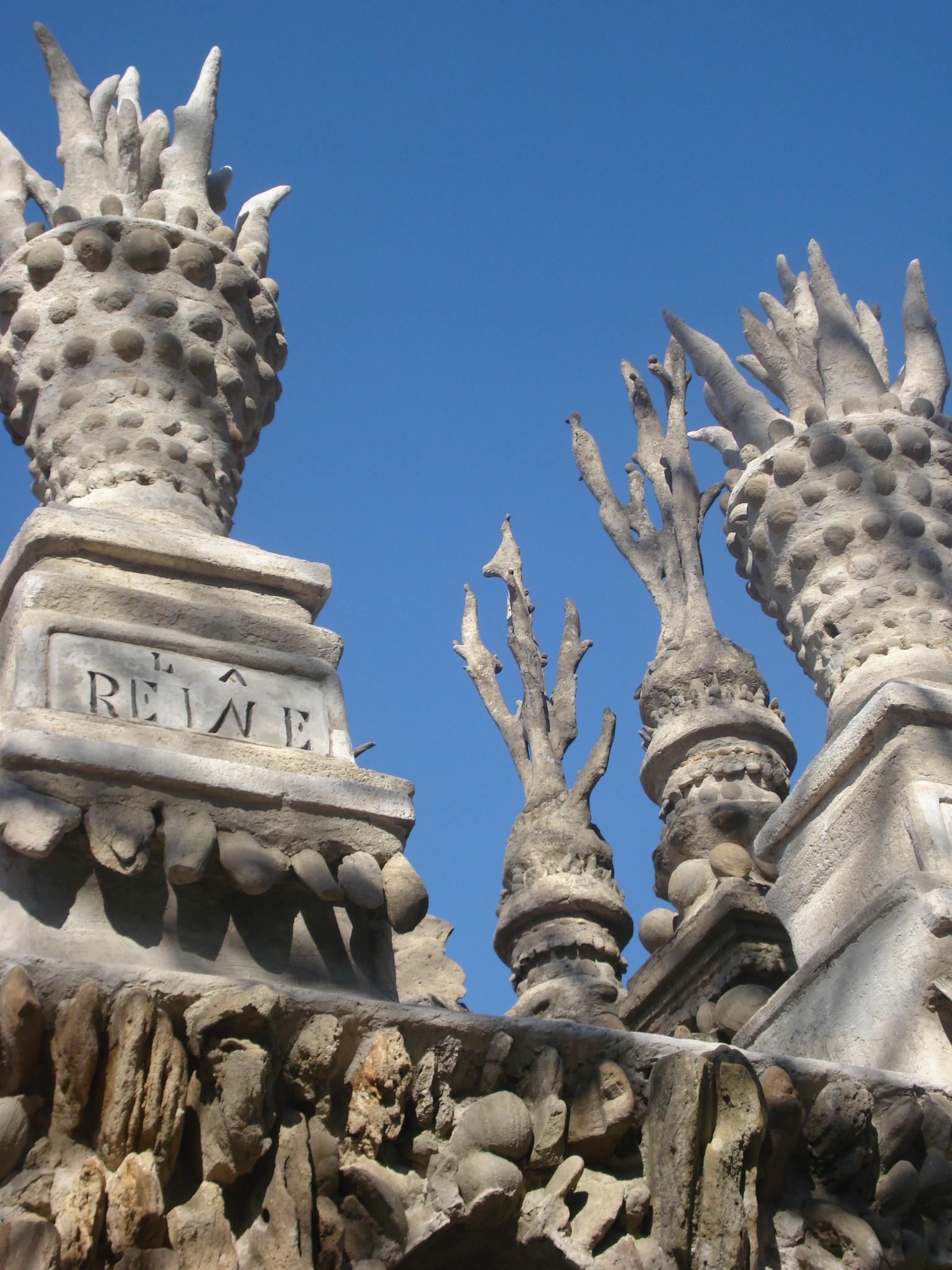
Композиция «Королева»

### Надписи и афоризмы
Шеваль стал автором более 150 надписей, которые можно увидеть повсеместно. В основном это поэтические тексты, поясняющие проделанную работу.

## Статус
После смерти Шеваля Дворец стал собственностью двух его внучек. Старшая из них, Алиса, у которой не было потомков, решила в 1984 году завещать свою долю дворца коммуне Отрив. Десять лет спустя вторая внучка, Эжени, продала свою долю коммуне Отрив. Таким образом с 1994 года собственником комплекса являются местные власти.

## В популярной культуре
- 1997: Le Palais Idéal. Название альбома французской группы l'Affaire Louis Trio[фр.], выпущенной на лейбле EMI/Chrysalis.
- 2018: «Идеальный дворец Фердинанда Шеваля[фр.]». Художественный фильм Нильса Тавернье с Жаком Гамбленом в главной роли и Летицией Каста в роли его жены. В картине детально показаны различные этапы (воссозданные в студии) строительства Идеального дворца: от обнаружения камня преткновения до свадьбы Алисы с Шарлем-Мариусом Ларданом в 1917 году.